# Keef Hartley
Keith "Keef" Hartley (8 de abril de 1944 – 26 de novembro de 2011) foi um baterista britânico. Ele liderou sua própria banda, conhecida como the Keef Hartley Band ou Keef Hartley's Big Band, que tocou no Festival de Woodstock. Também foi integrante de bandas como Dog Soldier, Rory Storm and the Hurricanes, The Artwoods e John Mayall.

## Discografia

### Keef Hartley Band
- Halfbreed (1969)
- The Battle of North West Six (1969)
- The Time is Near (1970)
- Overdog (1971)
- Seventy-Second Brave (1972)
- Not Foolish, Not Wise (2003)

### Solo
- Lancashire Hustler (1973)

### Little Big Band
- Little Big Band (ao vivo no Marquee) (1971)

### Dog Soldier
- Dog Soldier (1975)